# Villa Victoria (Michoacán)
Villa Victoria es una localidad situada en el estado de Michoacán, México, cabecera del municipio de Chinicuila. En el año 2020 la localidad tenía un total de 1068 habitantes.

## Ubicación y superficie
Villa Victoria es una pequeña localidad localizada en la ubicación 18°45′0″N 103°22′1″O / 18.75000, -103.36694. Tiene una superficie de 0,7256 km². La localidad se encuentra a una altitud de aproximadamente 750 m s. n. m.

## Población
Cuenta con 1068 habitantes, lo que representa un incremento promedio de 0.57 % anual en el período 2010-2020 sobre la base de los 1010 habitantes registrados en el censo anterior. Al año 2020 tenía densidad de 1472 hab/km².
| Gráfica de evolución demográfica de Villa Victoria entre 2000 y 2020 |
|                                                                      |
| Fuente: Instituto Nacional de Estadística Geografía e Informática    |

En el año 2010 estaba clasificada como una localidad de grado alto de vulnerabilidad social.
La población de la localidad está mayoritariamente alfabetizada (3.18 % de personas analfabetas al año 2020), con un grado de escolarización en torno de los 8.5 años. Solo el 1.97 % de la población se reconoce como indígena.